# Attimis
Attimis es una localidad y comune italiana de la provincia de Udine, región de Friuli-Venecia Julia, con 1.894 habitantes.

## Evolución demográfica
| Gráfica de evolución demográfica de Attimis entre 1861 y 2001 |
|                                                               |
| Fuente ISTAT - elaboración gráfica de Wikipedia               |